# Józef August Habsburg
Józef August Habsburg-Lotharingien, właśc. Erzherzog Joseph August Viktor Klemens Maria von Österreich (ur. 9 sierpnia 1872 w Alcsút, zm. 6 lipca 1962 w Rain, RFN) – austriacki arcyksiążę, książę Korony Węgierskiej, marszałek polny cesarskiej i królewskiej Armii, członek izby wyższej węgierskiego parlamentu, wnuk palatyna Józefa Habsburga. W 1918 namiestnik królewski, w 1919 regent, 1936–1944 prezes Węgierskiej Akademii Nauk, w czasie pobytu zagranicą odnowiciel Orderu Vitéza i następca Miklósa Horthyego na stanowisku jego głównego kapitana.

## Życiorys

### Pochodzenie, rodzeństwo
Arcyksiążę Józef August, książę Korony Węgierskiej (którego w węgierskiej prasie i codziennym języku najczęściej nazywano arcyksięciem Józefem) pochodził z palatyńskiej (węgierskiej) gałęzi rodu habsbursko-lotaryńskiej. Ojciec Józef Karol Ludwik (1833–1905) był generałem kawalerii, synem palatyna Józefa (1776–1847) głównego dowódcy węgierskich honwedów, i bratem palatyna arcyksięcia Stefana (1817–1867). Ojciec i brat Józefa Augusta byli ostatnimi palatynami Królestwa Węgier. Jego pradziadkiem był Leopold II, cesarz rzymsko-niemiecki, król Węgier i Czech.
Matka, księżniczka Klotylda Maria z Saksonii-Coburga-Saalfeld (1846–1927), pochodząca z węgierskiej gałęzi książęcego Sachsen-Coburg-Gotha (Koburgowie), była wnuczką króla Francuzów Ludwika Filipa I.
Z małżeństwa jego rodziców urodziło się siedmioro dzieci, a czwarte – Józef August, było najstarszym potomkiem płci męskiej:
- Elżbieta (ur. 18 marca 1865 w Linzu, zm. 7 stycznia 1866), zmarła w niemowlęctwie,
- Maria Dorota Amelia (ur. 14 czerwca 1867 w Alcsút, zm. 6 kwietnia 1932 tamże), która 5 listopada 1896 wyszła za Filipa, księcia Orleanu,
- Małgorzata Klementyna Maria (ur. 6 lipca 1870 w Alcsút, zm. 2 maja 1955 w Ratyzbonie), która 15 lipca 1890 wyszła za Alberta, księcia Thurn und Taxis, syna Heleny Bawarskiej, siostry cesarzowej Elżbiety,
- Józef August (1872–1962),
- Władysław Filip Maria Wincenty (ur. 16 lipca 1875 w Alcsút, zm. 6 września 1896 w Budapeszcie) – podporucznik 1. pułku landwehry, zmarł w wyniku wypadku przy polowaniu,
- Elżbieta Henrietta Klotylda Maria Wiktoria (ur. 9 marca 1883 w Alcsút, zm. 1958 w Ratyzbonie)
- Klotylda Maria Rainiera Amelia Filomena (ur. 9 maja 1884 w Rijece, zm. 14 grudnia 1903 w Alcsút) – zmarła młodo.

### Małżeństwo, dzieci

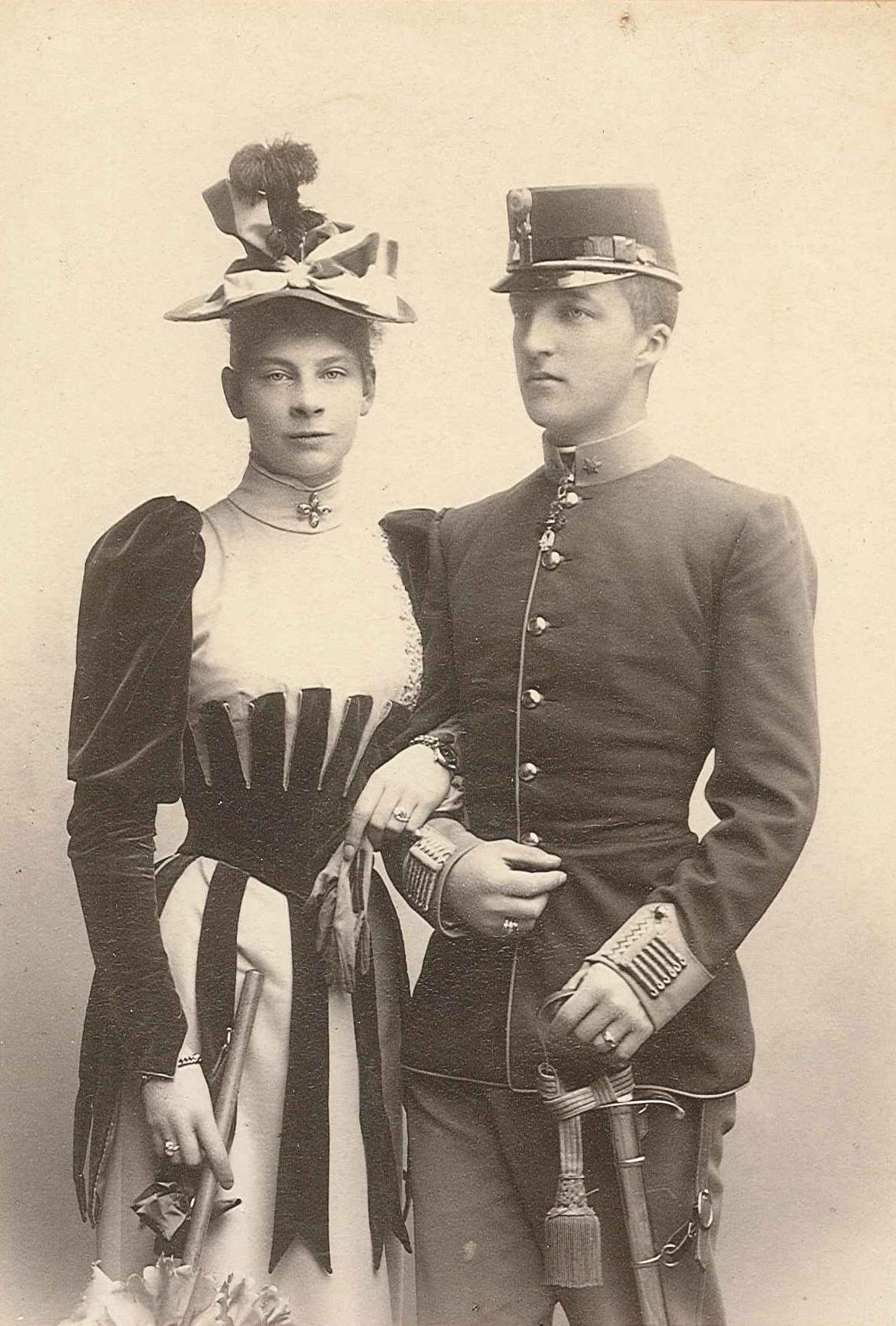
Arcyksiążę Józef August z żoną Augustą

Arcyksiążę Józef 15 listopada 1893 w Monachium poślubił księżniczkę bawarską Augustę Marię Luizę (1875–1964), córkę księcia bawarskiego Leopolda (właśc. Leopold Maximilian Joseph Maria Arnulf Prinz von Bayern, 1846–1930) i austriackiej arcyksiężniczki Gizeli (1856–1932), wnuczkę cesarza Franciszka Józefa I. Małżeństwo doczekało się sześciorga dzieci, z czego czworo dożyło wieku dorosłego:
- Józef Franciszek (1895–1957), który został kapitanem (Rittmeister) w 7. pułku husarów. Za zasługi w I wojnie światowej otrzymał Srebrny Medal Odwagi. Po rozpadzie monarchii wstąpił w szeregi Armii Królestwa Węgier,
- Gizela Augusta Anna Maria (1897–1901), zmarła w dzieciństwie,
- Zofia Klementyna Elżbieta (1899–1978),
- Władysław Leopold (1901–1946),
- Maciej Józef Albert (1904–1905), zmarł w dzieciństwie,
- Magdalena Maria Rainiera (1909–2000), malarka, rzeźbiarka.

Arcyksiężna Gizela była najstarszą córką teścia Józefa Augusta, cesarza Franciszka Józefa I i zamordowanej w 1898 cesarzowej Elżbiety. Dzieci młodej pary urodziły się jeszcze za życia cesarza Franciszka Józefa, ku wielkiej radości pradziadka. Józef August, jako narzeczony księżniczki Augusty 4 września 1893 otrzymał bawarski Order Świętego Huberta (według złośliwych miała być to nagroda za poślubienie brzydkiej i skłonnej do tycia księżniczki Augusty).

### Młodość, do I wojny światowej
Kariera wojskowa Józefa Augusta zaczęła się 26 kwietnia 1890, kiedy wstąpił w szeregi 1. pułku piechoty w stopniu podporucznika. 27 października 1893 awansowano go na stopień porucznika i został skierowany do Węgierskiego Pułku Piechoty Nr 72 w Bratysławie. Stamtąd w 1894 przeniesiono go do 6. pułku dragonów. 1 listopada 1898 został kapitanem (Rittmeister), a 1 maja 1902 majorem. Podobnie jak ojciec, Józef August określał siebie przede wszystkim jako węgierskiego arystokratę i osobiście prosił cesarza, by przydzielił go do służby w szeregach węgierskich. Jeszcze w 1902 przeniesiono go do 1. węgierskiego pułku husarów (HonvHR 1). 1 listopada 1903 awansowano go na podpułkownika i w 1904 wyznaczono go na dowódcę 1. pułku husarów. 28 kwietnia 1905 został szefem Pułku Dragonów Nr 15, wkrótce po tym 1 maja awansowano go na stopień pułkownika. Równocześnie rozpoczął studia prawnicze na uniwersytecie w Budapeszcie.
W 1907 został wyznaczony na stanowisko komendanta 79. Brygady Piechoty Honwedów, zaś 29 października 1908 awansowano go na generała majora. Na początku kwietnia 1911 został wyznaczony na stanowisko komendanta 31 Dywizji Piechoty w Budapeszcie, a 1 maja tego roku został mianowany na stopień marszałka polnego porucznika. Na tym stanowisku pozostał do wybuchu I wojny światowej.
Arcyksiążę wraz z małżonką brali aktywny udział w węgierskim życiu publicznym i artystycznym. Był patronem Węgierskiego Stowarzyszenia Sztuk Plastycznych, z okazji 50 rocznicy jego założenia zarządził wielką jubileuszową wystawę dzieł węgierskich twórców, która miała miejsce w Pałacu Sztuki w Budapeszcie. 16 grudnia 1912 w imieniu króla i na prośbę przewodniczącego Towarzystwa, przyszłego ministra spraw zagranicznych Monarchii Austro-Węgierskiej, Gyuli Andrássyego młodszego (1860–1929) dokonał otwarcia wystawy.

### Na frontach I wojny światowej
W momencie wybuchu I wojny światowej, w czerwcu 1914 dowodzoną przez Józefa Augusta 31. wspólną brygadę piechoty wysłano na front serbski, a w sierpniu przeniesiono na front galicyjski. Zwycięsko walczyła w bitwie o Lwów, zabezpieczając armię podczas powszechnego odwrotu zarządzonego z powodu przewagi sił rosyjskich. 25 października 1914 wyznaczono go na komendanta 7 Korpusu, który toczył ciężkie boje przeciwko wdzierającym się na Węgry Rosjanom. 1 listopada 1914 został mianowany na stopień generała kawalerii.
W maju, kiedy Włochy wkroczyły do wojny przeciwko państwom centralnym, wysłano go z VII korpusem w pobliże granicy w Karyntii, a później na południowe skrzydło armii Isonzo, przenosząc go na Płaskowyż Doberdo. Oddziały 17. dywizji piechoty oraz 20. dywizji piechoty honwedów toczyły najcięższe walki. W drugiej bitwie nad Isonzo (18 lipca 1915 – 3 sierpnia 1915) korpus Józefa Augusta okopał się w gołym obszarze krasowym Doberdo i w ciężkich walkach utrzymał wzniesienia Monte San Michele oraz Monte Sei Busi. 5500 żołnierzy temeszwarskiego korpusu poległo w pierwszych 2 godzinach włoskiego szturmu. Skalista góra San Michele wielokrotnie zmieniała gospodarza. Do 24 lipca korpus stracił 25 000 żołnierzy w obronie Płaskowyżu Doberdo.
W trzeciej (15 października 1915 – 3 listopada 1915) i czwartej (10 listopada 1915 – 2 grudnia 1915) bitwie o Isonzo miały miejsce podobne krwawe rzezie. Pomiędzy 15 października i 15 listopada w rozpaczliwej obronie Monte San Michele sama tylko 17. dywizja utraciła 11 700 ludzi (głównie węgierskich żołnierzy). Arcyksiążę Józef, jako dowódca VII korpusu pozostał na froncie włoskim aż do końca dziewiątej Bitwy o Isonzo (31 października – 4 listopada 1916). Pod jego inspirującym dowództwem drużyny składające się w największej mierze z żołnierzy narodowości węgierskiej pomimo poważnych strat prowadziły bohaterskie i skuteczne walki. Sam arcyksiążę Józef dwa razy został lekko ranny. Węgierscy żołnierze bardzo lubili młodego dowódcę z powodu jego znajomości języka węgierskiego, odpowiedzialnego myślenia o podwładnych, bezpośredniości i osobistej odwagi. 1 listopada 1916 został mianowany na stopień generała pułkownika broni.
Przed wydaniem rozkazów chciał osobiście poznać sytuację na froncie, dlatego też regularnie odwiedzał rowy strzeleckie, punkty obserwacyjne i wysunięte strażnice, czym zaskarbił sobie szacunek żołnierzy. Był jednym z niewielu dowódców, który otrzymał Drużynowy Krzyż Karola, za nieustanną dwunastotygodniową służbę na froncie. Często przebywał w otoczeniu żołnierzy, poznawszy ich sposób myślenia i obiecywał poprawę sytuacji z wyposażeniem, zaopatrzeniem i higieną. Węgierskie oddziały zachęcał do niesamowitych osiągnięć wojskowych, kiedy przebywał w ich otoczeniu.
Po śmierci Franciszka Józefa I pod koniec listopada cesarz Karol wyznaczył arcyksięcia Józefa na dowódcę frontu wschodniego (Heeresfront Ost). Jego oddziały stanęły do walki przeciwko armiom rosyjskim i rumuńskim. Pod koniec 1916 odzyskano wschodnie części zajętego przez Rumunów Siedmiogrodu i rozpoczęto negocjacje w celu zawieszenia broni.
Przed koronacją nowego króla, Karola IV światło dzienne ujrzała ostra dyskusja pomiędzy premierem Istvánem Tiszą a opozycją. Według praw Królestwa Węgier królowi podczas koronacji asystował palatyn lub jego zastępca. Stanowisko palatyna od 1867 pozostawało nieobsadzone. Tisza, na którego król spoglądał z nieufnością z prestiżowych pobudek, obstawał przy tym, by parlament wyznaczył go na zastępcę palatyna. Opozycja zgłosiła kandydaturę arcyksięcia Józefa Augusta, którego sam król z powodów religijnych i politycznych chętniej widziałby na tym stanowisku. Arcyksiążę Józef osobiście negocjował z Tiszą, który pozostał niewzruszony, grożąc rezygnacją w razie odmowy. Pod wpływem tych wydarzeń Józef August zrezygnował z kandydowania. 27 listopada 1916 w izbie poselskiej Partia Pracy Tiszy jednogłośnie wybrała premiera na zastępcę palatyna. Urażony arcyksiążę nie pojawił się na odbywającej się 30 grudnia koronacji, jego relacje z Tiszą definitywnie się popsuły.
W styczniu 1918 arcyksiążę Józef został obrany dowódcą 6 Armii walczącej przeciwko Włochom na brzegu Piawy.  Między 15 a 22 czerwca w katastrofalnej w skutkach drugiej bitwie nad Piawą jeden z oddziałów armii arcyksięcia Józefa odniósł najbardziej znaczące osiągnięcie w całej akcji zdobywając górę Montello. Po fiasku operacji wojskowej arcyksiążę zdołał zapobiec zbliżającemu się okrążeniu, powstrzymał odwrót i wraz z przegrupowanym oddziałem przeprawił się pod ciężkim ostrzałem przeciwnika z powrotem na wschodni brzeg Piawy.
W lipcu 1918 po odsunięciu gen. Conrada von Hötzendorfa z powodu porażki pod Piawą, arcyksiążę Józef przejął dowodzenie nad całym oddziałem tyrolskim (Armeegruppe Tirol), który to składał się również z armii 10. i 11. (wcześniejsze grupy Conrada). Już wtedy pacyfiści oraz liberałowie za wszelką cenę dążyli do zakończenia wojny i wszelkimi sposobami sabotowali morale walczących oddziałów. Mimo to węgierskie oddziały arcyksięcia przyrzekły służyć swojemu dowódcy. 24 października 1918 państwa ententy przeprowadziły ostatnie natarcie (trzecia bitwa pod Piawą), która doprowadziła do załamania sił militarnych Monarchii na południu.
W październiku tego roku cesarz Karol mianował arcyksięcia dowódcą wojsk bałkańskich (przedtem podlegających Hermannowi Kövessowi). 24 października Józef August został awansowany na feldmarszałka. Było to ostatnie mianowanie oficerskie Monarchii na progu rozpadu, kiedy na polecenie tworzącej się Węgierskiej Rady Narodowej żołnierze masowo wypowiadali posłuszeństwo dowódcom.

### „Homo Regius” w węgierskich rewolucjach
26 października 1918 cesarz Karol IV, aby ułagodzić węgierskich nacjonalistów, awansował arcyksięcia Józefa na głównego zwierzchnika armii Węgier i mianował swoim pełnoprawnym namiestnikiem w tym kraju („Homo Regius”, dosłownie „człowiek króla”). Arcyksiążę poprosił władcę o zwolnienie z tej przysięgi. W trakcie powszechnego rozpadu nowy królewski pełnomocnik usiłował wyłącznie ochronić granice Węgier. Przygotował zabezpieczenie południowych granic, a jednocześnie rozpoczął pertraktacje z węgierskimi przywódcami politycznymi.
Mieszkańcy stolicy liczyli, że na miejsce ustępującego Sándora Wekerle to graf Mihály Károlyi zostanie poproszony o utworzenie nowego rządu. Karol IV jednak odrzucił ten rewolucyjny krok. Dlatego 28 października duży tłum ruszył z Pesztu na Zamek, żeby domagać się od przedstawiciela króla, arcyksięcia Józefa Habsburga, nominowanie Károlyiego. Mimo to Józef August zobowiązał Jánosa Hadika, byłego przewodniczącego Państwowego Biura Żywności, do powołania nowego gabinetu. 31 października wybuchła rewolucja „ludowo-demokratyczna” (Rewolucja Astrów) i wraz z proklamowaniem republiki zaniechano przekształcenia rządu. Hadik tegoż dnia zrezygnował. Arcyksiążę Józef jako homo regius, z poparciem cesarza Karola IV, mianował na premiera przedstawiciela radykalnej opozycji, Mihály’a Károly’ego, a później wraz z synem Józefem Franciszkiem złożyli przysięgę wierności przed Węgierską Radą Narodową.
Wracający z frontu węgierscy żołnierze gotowi byli służyć pod arcyksięciem Józefem i innymi dowódcami by bronić kraju, lecz zabiegający o dobre stosunki z ententą Károlyi i powstający pod jego kierownictwem rząd uznając chęć zapewnienia spokoju powracających i zmęczonych długimi zmaganiami wojennymi żołnierzy, zezwolił na ich zwolnienie ze służby.
Po powstaniu Węgierskiej Republiki Rad arcyksiążę Józef wciąż pozostawał z rodziną na Węgrzech. Chociaż członkowie komunistycznej rady ludowej Ministerstwa Spraw Wewnętrznych monitorowali zamek w Alcsút, to arcyksiążę Józef August był personą na tyle popularną, że nie stosowano wobec niego represji. Po upadku dyktatury proletariatu ponownie podjął rolę polityka: 7 sierpnia 1919 ogłosił się regentem Węgier. Na premiera mianował Istvána Friedricha, który dokonał zamachu na rząd robotniczy Gyuli Peidla. Józef August nie ukrywał, że chciałby pomóc swojemu krewnemu, Karolowi IV, odzyskać tron Królestwa Węgier.
11 sierpnia 1919 otrzymał ultimatum od przywódców okupujących sił rumuńskich. 20 sierpnia wprowadził stan wojenny na niektórych terenach Węgier, co Rumuni ostro oprotestowali. Najwyższa Rada konferencji pokojowej poinformowała przywódców Sojuszniczej Misji Wojskowej na Węgrzech, że Habsburg nie jest mile widziany na czele kraju. Generałowie Misji jeszcze tego samego dnia poinformowali arcyksięcia Józefa, że natychmiast należy wycofać stan wojenny. Na spotkaniu oficerowie zapowiedzieli również opór przeciwko jego osobie.
23 sierpnia 1919 arcyksiążę Józef został zmuszony do rezygnacji i wzmocnienia przebywającego wówczas w Segedynie admirała Miklósa Horthyego w funkcji głównego dowódcy węgierskiej Armii Narodowej. Kiedy Horthy, dzięki pozwoleniu Ententy, wprowadził się do splądrowanego przez wojska rumuńskie Budapesztu, arcyksiążę Józef był przy nim jako nowy, „silny człowiek” i wsparł jego wybór na regenta 1 marca 1920.

### Czasy Horthyego
Arcyksiążę Józef i arcyksiężna Augusta znaleźli się w centrum „prawicowego towarzystwa”. Regularnie pojawiali się na znaczących wydarzeniach kulturalnych, jak na przykład 1 sierpnia 1920 na specjalnych pokazach filmów awangardowego reżysera Pála Fejősa pt. Pan oraz Lidercnyomas. 21 sierpnia 1921 arcyksiążę został jako pierwszy mianowany kawalerem Orderu Vitéza ustanowionego przez Miklósa Horthyego.
W czasach królestwa bez króla arcyksiążę Józef nie wycofał się całkowicie z polityki. W 1927 zasiadł w parlamencie jako członek nowo utworzonego senatu. Zajmował się głównie obszarem nauk społecznych. Napisał i wydał w siedmiu tomach wspomnienia wojenne zatytułowane Wojna, jaką widziałem. 31 maja 1927 został uhonorowany Złotym Medalem Odwagi przez Komitet żołnierskiego Orderu Marii Teresy za bohaterstwo dostrzeżone podczas drugiej bitwy nad Piawą. Mocno interesował się kulturą, był osobą wykształconą i szeroko zorientowaną. Od 1929 był członkiem Towarzystwa Kisfaludyego. Został doktorem honoris causa na uniwersytecie w Budapeszcie i Kolozsvárze (Cluj-Napoca). Do tego również członkiem honorowym Węgierskiej Akademii Nauk, a od 1936 również jej przewodniczącym. Na stanowiskach pozostał do emigracji w 1944. Dał się poznać jako twórca barwnych powieści awanturniczych i podróżniczych. Jego żona, arcyksiężna Augusta, w trakcie wojny i po niej prowadziła wiele akcji charytatywnych.
Kiedy cesarz Karol IV zmarł na wygnaniu na Maderze w 1922, zaczęły roznosić się plotki, że arcyksiążę Józef zainteresował się tronem węgierskim dla siebie oraz swojego syna – księcia Józefa Franciszka. Kwestia aspiracji do tronu pojawiła się w oporze Horthyego, który stworzył rządową sukcesję dla swojego syna i wnuka. Również z tego powodu Józef August popadł w konflikt z wdową po cesarzu, królową Zytą i pozostałymi członkami rodu Habsburgów, którzy za dziedzica tronu uznali Ottona von Habsburga. Ta rodzinna antypatia zanikła dopiero w latach pięćdziesiątych. Kłótnia nie miała żadnej istotnej wagi, gdyż po nieudanej próbie puczu dokonanego przez Karola IV, rząd węgierski pod naciskiem krajów Ententy (Wielkiej Brytanii, Francji i Włoch) ogłosił detronizację Habsburgów (więc restauracja tego rodu nie wydawała się realna).

### Arcyksiążę i nilaszowcy
15 października 1944 na krótko przed przewrotem strzałokrzyżowców, w celu wzmocnienia skrajnie prawicowych węgierskich sztabowców, arcyksiążę Józef zażądał od premiera Gézy Lakatosa, aby przyznał jemu dowodzenie nad honwedami. Premier odrzucił wniosek, gdyż jest to wyłącznie zwierzchnictwo generalissimusa (czyli regenta Horthyego). Po puczu nilaszowców arcyksiążę zaprzysiągł wierność nowemu premierowi, Ferencowi Szalasiemu. Z balkonu pałacu w Budavár pozdrowił strzałokrzyżowców świętujących na placu Świętego Jerzego. Wraz z żoną Augustą osobiście uczestniczył również w uroczystych zebraniach. Trudno zrozumieć tę sympatię ze strony tego węgierskiego arystokraty, Habsburga, oficera cesarza i zwolennika prawowitej monarchii. W późniejszych wspomnieniach i pamiętnikach nigdy nie opowiada o tych wydarzeniach ze swojego życia.

### Ostatnie lata na emigracji
Pod koniec 1944 wraz z żoną uciekł z Węgier do Stanów Zjednoczonych. Później wrócił do Niemiec Zachodnich (Bawarii), do swojej starszej siostry, księżniczki Thurn und Taxis, Małgorzaty Klementyny Austriackiej. Po śmierci Miklósa Horthyego w lutym 1957 na prośbę żyjących na zachodzie członków Orderu Vitéza, arcyksiążę Józef August zwołał osiągalnych członków. Żyjący na emigracji wybrali nowe Przewodnictwo Viteza, a arcyksięcia obrano drugim Głównym Kapitanem. Efektem pracy było przekształcenie Orderu Vitéza w międzynarodowy zakon rycerski.
Ostatni marszałek monarchii austro-węgierskiej zmarł 6 lipca 1962 w wieku 89 lat, w miejscowości Rain nieopodal Straubinga. Został pochowany w grobowcu w Feldafing. Tam również pochowano zmarłą w 1964 żonę Józefa, arcyksiężną Augustę. Zwłoki sprowadzono na Węgry w 1992 i pochowano w krypcie palatynów pod Zamkiem Królewskim w Budapeszcie.

## Dalszy los posiadłości i potomków arcyksięcia
Późniejsi mieszkańcy zamku w Alcsút uciekli na zachód pod koniec II wojny światowej. Zamek i przyległe tereny zostały zajęte przez wojska sowieckie 23 grudnia 1944, a do kwietnia przebiegała tamtędy linia frontu. W tamtym okresie zamek został spalony – biblioteka, zbiór listów i kaplica uległy zniszczeniu. Pozbawione właściciela ruiny ograbili lokalni mieszkańcy. Ruiny i pozostałości zrównano z ziemią w latach 1950–1951 i do dzisiaj można zobaczyć jedynie pozostałe fragment portyku.
Zamek arcyksiążęcy stoi na placu Jerzego naprzeciw pałacu Sándora. Na jego miejscu znajdował się niegdyś osiemnastowieczny pałac Telekich w stylu zopf. W latach 90. XIX wieku został przebudowany przez austriackich architektów, Giergla i Korba dla arcyksięcia Józefa. Podczas oblężenia Budapesztu otoczenie pałacu zostało zniszczone, a sam budynek uległ uszkodzeniom w trakcie walk. W latach 60. budynek w zrujnowanym stanie był widoczny z Kristinaváros. W trakcie prac renowacyjnych Pałacu Królewskiego w 1969 został zlikwidowany wraz z królewskimi stajniami i budynkiem straży konnej. Na jego miejscu pozostawiono pole ze średniowiecznymi ruinami, oraz otwarto dla zwiedzających muzeum na wolnym powietrzu.
Najstarszy syn Józefa Augusta, arcyksiążę Józef Franciszek, zmarł przed ojcem w 1957. W ten sposób dziedzicem pozostał najstarszy wnuk, książę Józef Árpád – syn Józefa Franciszka i księżniczki saskiej Anny. Józef Árpád pojął za żonę niemiecką księżną Marię von Löwenstein-Wertheim-Rosenberg. Arcyksiążę doczekał się również prawnuków. Węgierskie Przewodnictwo Vitéza 3 grudnia 1977 obrało na czwartego kapitana Orderu Vitéza wnuka arcyksięcia Józefa, księcia Józefa Árpáda, który do tej pory był zastępcą głównego kapitana.

## Dzieła
- A világháború, amilyennek én láttam (Wojna, jaką widziałem, wspomnienia wojenne), Budapeszt, 1927

## Ordery i odznaczenia
Austro-węgierskie
- Krzyż Komandorski Orderu Marii Teresy – 17 sierpnia 1917 za zasługi odniesione w bitwach nad Isonzo
- Wielki Krzyż Orderu Leopolda z dekoracją wojenną – 1915
- Krzyż Zasługi Wojskowej 1 klasy – 1916
- Krzyż Zasługi Wojskowej 3 klasy – 29 maja 1905
- Signum Laudis Srebrny Medal Zasługi Wojskowej na wstążce Krzyża Zasługi Wojskowej (1915) z mieczami (5 sierpnia 1917)
- Signum Laudis Brązowy Medal Zasługi Wojskowej na czerwonej wstążce – 20 września 1911
- Złoty Medal Waleczności – 1927 przyznany przez Komitet Orderu Marii Teresy za manewr nad Pilawą
- Krzyż Wojskowy Karola – marzec 1917
- Odznaka Honorowa Czerwonego Krzyża I klasy z dekoracją wojskową – 1915
- Gwiazda wojenna Orderu Zasługi Czerwonego Krzyża (Ehrenhreuz) – 1917
- Krzyż Wielki Orderu św. Stefana – 18 marca 1918

Zagraniczne
- pruski Order Zasług Pour le Mérite – 30 maja 1917 z liśćmi dębowymi (26 marca 1918)
- Krzyż Żelazny I klasy – 1916
- Żelazny Krzyż II klasy – 1915
- srebrny i złoty stopień osmańskiego Orderu Zasługi Imtiaz – 1916
- bawarski Wielki Krzyż Wojskowego Orderu Zasługi z mieczami
- Order Złotego Runa – 24 marca 1891
- Wielki Krzyż Orderu Świętego Józefa z Wielkiego Księstwa Toskanii (1897)
- Krzyż Mariański Zakonu Krzyżackiego (Marinerkreuz, 1895)
- Order Portretu Władcy zdobiony diamentami od perskiego szacha (1900)
- Wielki Krzyż bułgarskiego Orderu Świętego Aleksandra (1905)
- Order Orła Czarnego
- Order Orła Czerwonego I klasy (1906)
- brytyjski Wielki Krzyż Królewskiego Orderu Wiktoriańskiego (1908),
- hiszpański Wielki Krzyż Orderu Karola III (1909)
- bułgarski Order Świętych Cyryla i Metodego (1912)